# Raiffeisen Flyers Wels
El Raiffeisen Flyers Wels es un club austríaco de baloncesto profesional de la ciudad de Wels que compite en la Admiral Basketball Bundesliga, la máxima categoría del baloncesto en Austria. Disputa sus encuentros como local en el Raiffeisen Arena, con capacidad para 1700 espectadores.

## Nombres
- ABC Sparkasse (2000-2009)
- WBC Kraftwerk Wels (2009)
- WBC Raiffeisen Wels (2009-2017)
- Raiffeisen Flyers Wels (2017- )

## Trayectoria
| Temporada   | Nivel    | Liga     | Pos.     | Copa de Austria  | Competiciones europeas | Competiciones europeas |
| WBC Wels    | WBC Wels | WBC Wels | WBC Wels | WBC Wels         | WBC Wels               | WBC Wels               |
| ----------- | -------- | -------- | -------- | ---------------- | ---------------------- | ---------------------- |
| 2008–09     | 1        | ÖBL      | 1º       | Finalista        |                        |                        |
| 2009–10     | 1        | ÖBL      | 5º       |                  | 3 EuroChallenge        | RS                     |
| 2010–11     | 1        | ÖBL      | 7º       | Cuartos de final |                        |                        |
| 2011–12     | 1        | ÖBL      | 4º       |                  |                        |                        |
| 2012–13     | 1        | ÖBL      | 5º       | Semifinalista    |                        |                        |
| 2013–14     | 1        | ÖBL      | 4º       | Semifinalista    |                        |                        |
| 2014–15     | 1        | ÖBL      | 6º       | Finalista        |                        |                        |
| 2015–16     | 1        | ÖBL      | 2º       | Semifinalista    |                        |                        |
| 2016–17     | 1        | ÖBL      | 4º       | Semifinalista    |                        |                        |
| Flyers Wels |          |          |          |                  |                        |                        |
| 2017–18     | 1        | ÖBL      | 5º       | Semifinalista    |                        |                        |
| 2018–19     | 1        | ÖBL      | 5º       | -                |                        |                        |
| 2019–20     | 1        | ÖBL      | 4º       | -                |                        |                        |
| 2020–21     | 1        | ÖBL      | 4º       | -                |                        |                        |
| 2021–22     | 1        | ÖBL      | 9º       | -                |                        |                        |

## Palmarés
- Admiral Basketball Bundesliga
  - Campeón: 2009
  - Subcampeón: 2006

- Copa de baloncesto de Austria
  - Campeón: 2006
  - Subcampeón: 2009, 2015

- Supercopa de baloncesto de Austria
  - Subcampeón: 2006, 2009

## Jugadores destacados
| - Elmir Brkic - Martin Kohlmaier - Matthias Mayer - Lukas Pinterits - Paul Radakovics - Romed Vieider - Armin Woschank - Mirza Ahmetbasic - Dinko Draganovic - Admir Dzihan - Casey Archibald - Corey Hallett - Hrvoje Henjak - Miroslav Juric - Pavel Burianek - Michal Konecny - Leos Krejci - Petr Kuffa - Pavel Pelikan - Pavel Stanek - Jussi Kumpulainen - Rashaan Griffin - Guys Geerdens - Paul Vrind | - Marko Jestratijevic - Tomas Michalik - Maurice Barrow - Curtis Bobb - Skyler Bowlin - Rasheed Brokenborough - Todd Brown - Wesley Channels - Nathan Connolly - Gerry Crosby - Kendrick Davis - Marshall Dibble - Eric Edwards - Dave Esterkamp - Bruce Fields - Tremaine Ford - Jean Francois - David Gonzalvez - Jamil Greene - Maurice Hargrow - John Hemsley - Jon Higgins - Douglas Hines - Robert Holcomb Faye | - Rahsaan Johnson - Jack Joseph - Tony Lee - Steve McNees - Trenton Meacham - Ricky Moore - Matthew Nelson - Zamal Nixon - Casey O'Keefe - Deshawn Painter - Elijah Palmer - Roderick Platt - Quentin Pryor - John Smith - Andrew Strait - Logan Stutz - Brandon Thomas - Tyler Tiedeman - DeVaughn Washington - Joe Werner - Chris Williams - Kyle Wilson - Trayvonn Wright - Toot Young | - Matt Zauner - Damir Kuranovic - Hasan Mustafic - Diego Kapelan - Craig Newman - Milivoj Coso - Dalibor Mihajlovic - Tilo Klette - Pluto Vourliotis - Richard Anderson - Rasheed Quadri - Ike Joseph Udanoh - Jovica Stanojevic - Paris Bryant - Aaron Mitchell - Kelly Beidler - Derrick Fulton - Steven Johnson - Kwadzo Ahelegbe - Flagan Prince - Jermaine Thomas - Ali Farokhmanesh |